# Съединение (язовир)
Вижте пояснителната страница за други значения на Съединение.
Съединение е язовир в България

## Местоположение
Разположен в област Търговище, между градовете Лозница и Търговище (12 km). Намира се до селата Бистра и Съединение.

## Рибно богатство
В язовира могат да се ловят разнообразни видове риба:.
- Бабушка
- Кротушка
- Каракуда
- Костур
- Слънчева риба
- Сом
- Бибан
- Шаран
- Буфало
- Щука
- Бяла риба